# Gmina Borki
Die Gmina Borki ist eine Landgemeinde im Powiat Radzyński der Woiwodschaft Lublin. Sitz ist das gleichnamige Dorf.

## Gliederung
Zur Landgemeinde Borki gehören folgende 15 Ortschaften mit einem Schulzenamt:
Borki
Krasew
Maruszewiec Nowy
Maruszewiec Stary
Nowiny
Olszewnica
Osowno
Pasmugi
Sitno
Stara Wieś
Tchórzew
Tchórzew-Kolonia
Wola Chomejowa
Wola Osowińska
Wrzosów
Weitere Orte der Gemeinde sind Borowe, Maruszewiec Pofolwarczny und Pasieka.